# Fejér Béla
Fejér Béla Csongor (Zabola, 1995. május 11. –) román utánpótlás-válogatott labdarúgó, jelenleg a Sepsi OSK játékosa.

## Pályafutása

### Klubcsapatokban
Fejért 2014 és 2017 között a román ASA Tîrgu Mureș játékosa volt, a felnőtt csapatban egy bajnoki mérkőzésen lépett pályára. Többnyire kölcsönben futballozott; 2014-ben a Râmnicu Vâlcea, a 2016–17-es szezonban pedig a Sepsi OSK Sepsiszentgyörgy játékosa volt. Utóbbi csapat 2017-ben igazolta le végleg. 2020-tól öt éven keresztül a Nyíregyháza Spartacus kapusa volt, mielőtt visszatért a Sepsi OSK csapatához.

### Válogatott
2014-ben két alkalommal szerepelt a román U19-es válogatottban.